# Ернст I (Хесен-Рейнфелс-Ротенбург)
Ернст I фон Хесен-Рейнфелс-Ротенбург (на немски: Ernst I von Hessen-Rheinfels-Rotenburg, * 8 декември 1623 в Касел, † 2 май 1693 в Кьолн) е от 1649 г. ландграф на Хесен-Рейнфелс, от 1658 г. ландграф на Хесен-Рейнфелс-Ротенбург и от 1655 г. ландграф на Хесен-Ешвеге.
Той е син на ландграф Мориц фон Хесен-Касел (1572 – 1632) и втората му съпруга Юлиана фон Насау-Диленбург (1587 – 1643), дъщеря на граф Йохан VII от Насау-Зиген и Магдалена от Валдек.
По-малък полубрат е на Вилхелм V, който наследява баща им през 1632 г. По-малък брат е на Херман IV, ландграф на Хесен-Ротенбург, и на Фридрих, ландграф на Хесен-Рейнфелс.
Ернст участва във военни походи на ландграфство Хесен-Касел през 1645 и 1647 г.
Ернст резидира от 1649 г. в замък Рейнфелс. На 6 януари 1652 г. в Кьолн калвинистът Ернст става с фамилията си католик. През 1658 г. той наследява от брат си Херман IV ландграфството Хесен-Ротенбург и през 1655 г. ландграфството Хесен-Ешвеге от брат си Фридрих.
Ернст се жени през 1647 г. във Франкфурт за графиня Мария Елеонора фон Золмс-Хоензолмс (1632 – 1689). През 1690 г. Ернст се жени втори път за Александрина от Дюрницл († 1754).
От първия си брак той има децата:
- Вилхелм (1648 – 1725), ландграф на Хесен-Ротенбург
- Карл (1649 – 1711), ландграф на Хесен-Ванфрид.

По негово желание той е погребан в поклонническата църква Борнхофен на Рейн.